# Probosciger aterrimus

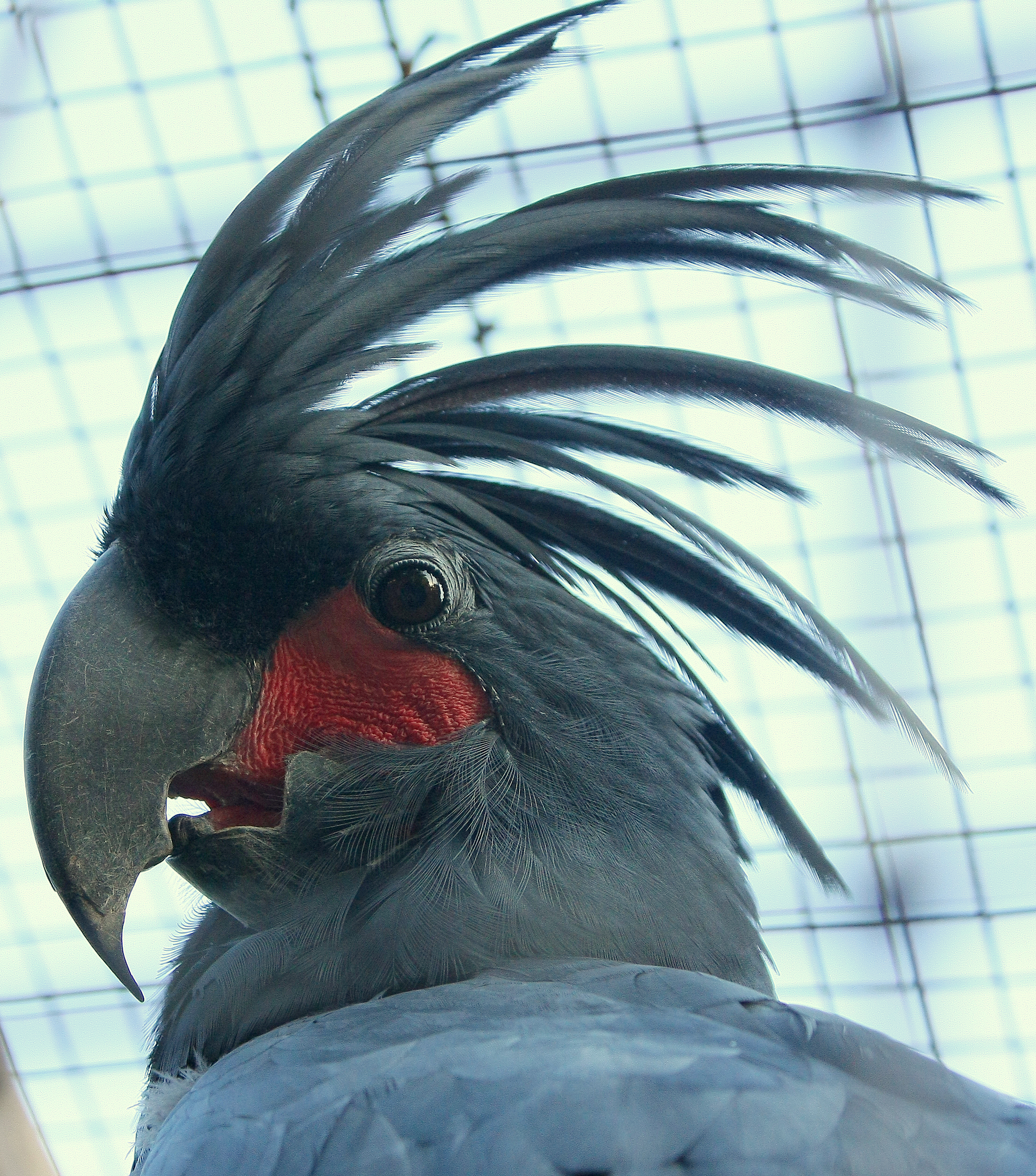
Thân trên

Vẹt mào cọ (tên khoa học Probosciger aterrimus) là một loài vẹt lớn màu xám-khói hay đen có nguồn gốc từ New Guinea và phía bắc Queensland, Australia. Nó có một cái mỏ màu đen rất lớn và má đỏ nổi bật.

## Phân bố và môi trường sống
Vẹt mào cọ phân bố trong khu rừng mưa và rừng gỗ của New Guinea và bán đảo Cape York Queensland, Úc. Nó vẫn có thể được tìm thấy gần Sorong, Tây Papua, Indonesia, nơi mà nó đôi khi được nhìn thấy trong cây xanh dọc các tuyến đường.